# ۶۴ (مجله شطرنج)
۶۴ یک مجله شطرنج روسی است که در مسکو منتشر می‌شود. نام این نشریه از تعداد خانه‌های صفحه شطرنج گرفته شده و انتشار آن از سال ۱۹۲۴ با سردبیری نیکلای کریلنکو آغاز شده‌است. ۶۴ از ۱۹۳۵ به صورت هفتگی منتشر شد و با درگرفتن جنگ جهانی دوم انتشار آن متوقف شد و با پایان جنگ از سر گرفته شد.
مجلهٔ ۶۴ از ۱۹۶۸ به صورت یک مجله هفتگی درآمد و با سردبیری تیگران پتروسیان قهرمان وقت شطرنج جهان و آلکساندر روشال و حضور واسیلی اسمیسلوف قهرمان سابق جهان به عنوان دستیار سردبیر به کار خود ادامه داد. پتروسیان تا ۱۹۷۷ سردبیر نشریه بود. این نشریه از سال ۱۹۶۷ تا ۲۰۱۳ با نظرخواهی از شطرنج‌بازان و کارشناسان این رشته جایزه‌ای به نام اسکار شطرنج را به شطرنج‌باز برگزیده سال اهدا می‌کرد.